# Jesu lidelse og død
Jesu lidelse og død er nævnt i alle fire evangelier og finder sted dagen efter at Jesus var blevet arresteret og domfældet af Det højeste råd og umiddelbart efter at Pontius Pilatus havde dømt ham til døden. Jesu lidelse og død omfatter pisk, korsfæstelse, død og begravelsen. I kristen teologi er Jesu død ved korsfæstelse den centrale hændelse i kristendommen som hele frelsen afhænger af, da Kristus' lidelse og død ifølge kristen forståelse er nødvendig for tilgivelse af synd. Ifølge evangelierne stod Jesus op på tredjedagen og viste sig for sine disciple i 40 dage, hvorefter han for til himmels.

## Begivenhederne ifølge evangelierne

### Baggrund for arrestationen
Efter tre års virke kom Jesus til Jerusalem i anledning af påskefesten, hvor han blev hyldet af befolkningen som den ventede Messias, men det gjorde de allerede meget skeptiske jødiske myndigheder endnu mere besluttet på at dræbe ham, for at han ikke skulle blive for farlig. De næste fem dage, fra søndag til torsdag, bar derfor præg af stigende spændinger og konfrontationer mellem ypperstepræsterne, de skriftkloge og så Jesus. Dog turde de ikke anholde Jesus på grund af folkemængden, men da Judas Iskariot, en af de tolv apostle, besluttede sig for at forråde Jesus, så de deres chance for at gribe ham og lovede Judas penge. Derefter prøvede Judas at finde et tidspunkt, hvor det ville være muligt at gribe Jesus.
Den mulighed opstod, da Jesu holdt påskemåltidet med sine disciple. Det var den aften, siden kendt i Danmark som Skærtorsdag, hvor Jesus indstiftede nadveren. Da Jesus med sine apostle begav sig ud til Getsemane have, fulgte Judas efter sammen med tempelvagterne og anholdt ham. Før anholdelsen gengiver evangelierne Jesu kamp i Getsemane mod sin egen angst for den kommende lidelse. Jesus bad Gud tage dette "bæger" fra ham, men tilføjede: "Dog ske ikke min vilje, men din" (Luk 22,42). På den måde gør evangelierne det tydeligt, at de anser det for Guds vilje, at Jesus skulle dø. Han skulle være det Guds lam, der bærer verdens synd (Joh 1,29).

### Arrestationen og domfældelsen
Derefter blev Jesus arresteret og ført til ypperstepræsterne, hvor det øverste Råd dømte ham til døden for gudsbespottelse, da Jesu på spørgsmålet om han var Kristus svarede:
| Citat | Det er jeg. Og I skal se Menneskesønnen sidde ved den Almægtiges højre hånd og komme med himlens skyer." | Citat |
|       | |       |

På grund af den romerske besættelsesmagt havde jøderne imidlertid ikke ret til at idømme dødsstraf og var dermed nødt til at fremvise Jesus for Pilatus. Denne gang bliver han anklaget for oprør, da han jo som Messias hævdede at være konge. Pilatus anså ham dog ikke for skyldig, men efter længere tids råb og pres fra Rådet og folkeskarerne overgav Pilatus ham til korsfæstelse. Lukas nævner, at Jesus også måtte forbi Herodes Antipas inden sin domfældelse.
Efter at været blevet pisket, blev Jesus hånet af de romerske soldater som "jødernes konge", der også slog ham og spyttede på ham efter at have iført ham en purpurkappe og placeret en tornekrone på hans hoved. Derefter måtte han bærende sit kors gå vejen gennem Jerusalem til stedet for korsfæstelse. En rute der traditionelt kaldes for Via Dolorosa. De synoptiske evangelier fortæller at Simon of Kyrene hjalp med til at bære korset. 

### Korsfæstelsen
Jesus blev derefter ført ud og korsfæstet på den høj, der kaldes Golgatha (der betyder hovedskalstedet) sammen med to tyve, og som lå lige uden for bymuren.
Der blev Jesus naglet til planken og hang i tre timer, hvor han blev bespottet af forbipasserende. Over ham var et skilt, hvor der stod "Jesus af Naareth, Jødernes konge" på aramæisk, latin og græsk  og soldaterne delte hans tøj imellem sig og kastede lod om hans kjortel, andre igen, gav ham vin blandet op med malurt. Under korsfæstelsen blev Jesus hånet af folkeskarerne , der blandt andet råbte:
| Citat | Andre har han frelst, sig selv kan han ikke frelse. | Citat |
|       |                                                     |       |

Lukas nævner at den ene af de andre forbrydere skælder den anden ud for at spotte og selv beder han Jesus om at huske ham i paradis

### Jesu sidste ord
Bibelen gengiver syv udsagn Jesus kom med, mens han hang på korset:
| Citat | »Fader, tilgiv dem, for de ved ikke, hvad de gør.« - Luk 23,34 »Sandelig siger jeg dig: I dag skal du være med mig i Paradis.« - Luk 23,43 »Kvinde, dér er din søn.« - Joh 19,25-27 »Elí, Elí! lemá sabaktáni?« - Matt 27,46; Mark 15,34. (Aramaisk for »Min Gud, min Gud! Hvorfor har du forladt mig?«) »Jeg tørster.« (Joh 19,28) »Det er fuldbragt.« (Joh 19,30) »Fader, i dine hænder betror jeg min ånd.« (Luk 23,46) | Citat |
|       | |       |

### Jesu død og begravelse
Fra den sjette time til den niende (ca. fra kl. 12-15) var der mørke , og ved den niende time  råbte han højt, bøjede hovedet og udåndede. Senere fortælle Johannes at soldaterne kom og stak Jesus i siden med et spyd for at sikre sig at han var død.
Ifølge Matthæus kom der i forbindelse med Jesu død et jordskælv, så grave sprang op, døde blev levende Matt 27,51, og forhænget i templet blev flænget fra øverst til nederst revet midt over.
Evangelierne gengiver en del vidner til Jesu død, deriblandt en romersk officer og nogle kvinder der så på fra afstand. Johannes nævner desuden sig selv som vidne
Jesus blev lagt i en grav tilhørende Josef fra Arimatæa, og en stor sten blev væltet for graven.  Der var igen nogle kvinder, der var tilstede.  og Matthæus fortæller, at der stod romerske soldater på vagt ved graven

## Jesu historicitet
Udover evangeliernes vidnesbyrd ved vi meget lidt om begivenhederne omkring Jesu død, men da alle fire evangelier giver en lang række detaljer omkring korsfæstelsen giver det meget lidt plads for seriøs tvivl angående historiciteten ved Jesu død.
De allerfleste forskere har tillige sluttet, at ud fra den betydning og forståelse Jesus og hans død havde, må Jesus med al historisk sandsynlighed både have levet og med ligeså stor sikkerhed været blevet henrettet ved korsfæstelse. Anden forklaring er der ikke på den jesusbevægelse, der opstod i kølvandet på begivenhederne, og på hvorfor netop korsfæstelsen blev så vigtig del af den kristne tro. Derudover er Jesu død og korsfæstelse også nævnt i adskillelige andre kilder, både før evangelierne af apostlen Paulus og efter af diverse historikere, særligt er Jesu korsfæstelse veldokumenteret i den romerske historie.  Desuden har moderne arkæologiske opdagelser angående de romerske korsfæstelser alle været i overensstemmelse med de detaljer der er givet i evangelierne.